# اسب چابک

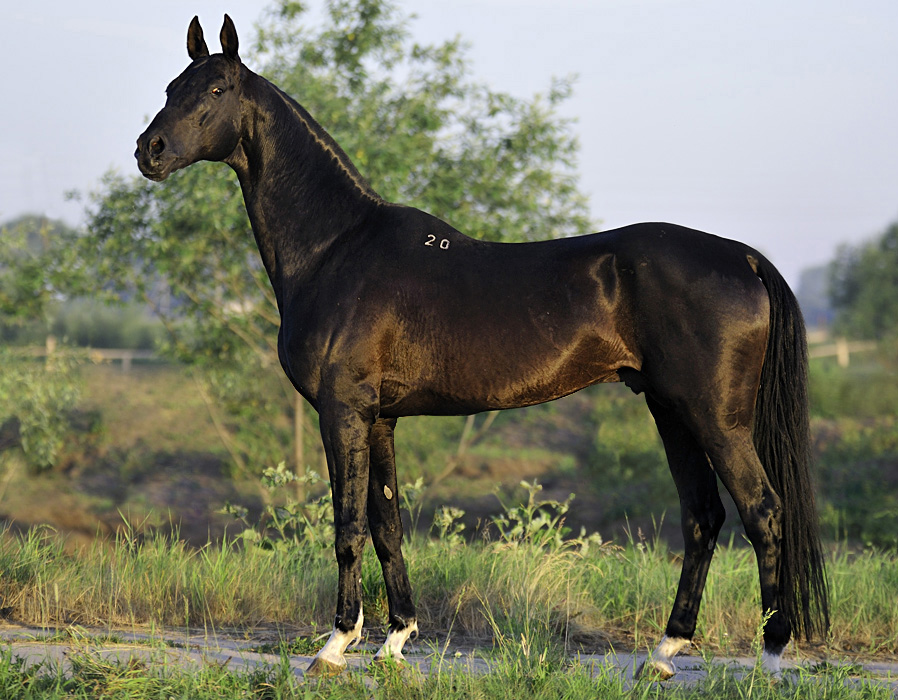
اسب آخال تکه، آن را از ریشه اسب ترکمن می‌دانند.

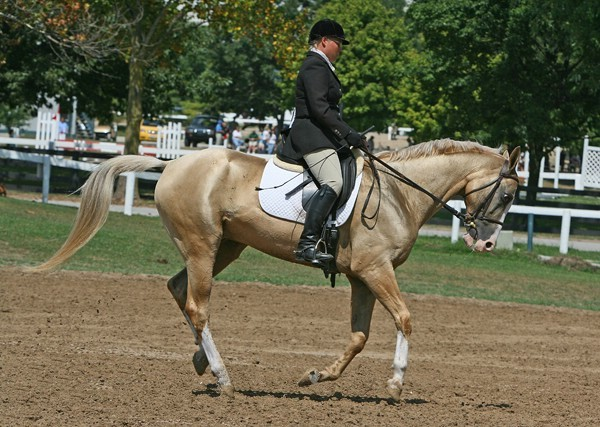
اسب آخال تکه.

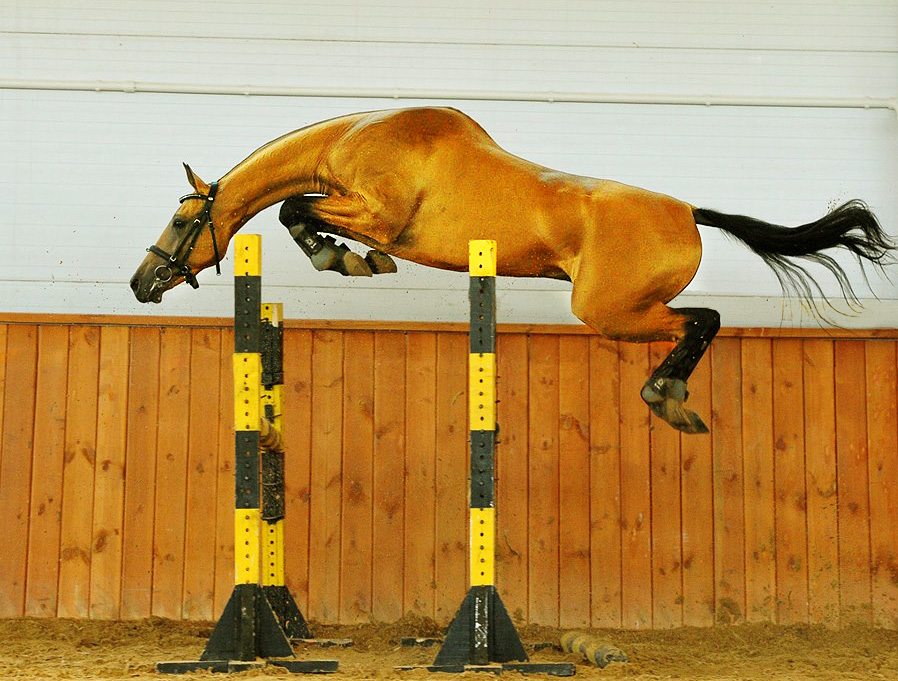
پرش آزاد (آخال تکه)

اسب چابک (نام علمی: Equus agilis) نام یک گونه از سرده اسب‌ها است. اصطلاح Oriental horse به نژادهای باستانی اسب های توسعه یافته در خاورمیانه مانند اسب عرب، اسب آخال تکه  و اسب ترکمن (که در حال انقراض است) اشاره دارد. این نژادها معمولاً خوش فرم و لاغر، دارای پاهایی  بلند، ساختاری باریک و از نظر جسمی بهتر از انواع دیگر هستند و از استقامت بسیار خوبی برخوردارند. این اسبها که گاهی به آنها نژادهای خونگرم گفته می شود، دارای سطح هوشی بالایی هستند که به آنها امکان می دهد برای ورزش، مستعد و تطبیق پذیر باشند و به سرعت آموزش ببینند. آنها برای چابکی و سرعت پرورش می یابند و معمولاً بسیار نجیب و جسور هستند.